# Santuário de Nossa Senhora da Conceição da Rocha
O Santuário de Nossa Senhora da Conceição da Rocha, também chamado de Santuário de Nossa Senhora da Rocha ou, simplesmente, Santuário da Rocha, é um santuário mariano situado no vale do Jamor em Linda-a-Pastora, na freguesia de Carnaxide e Queijas, município de Oeiras.

## Origem

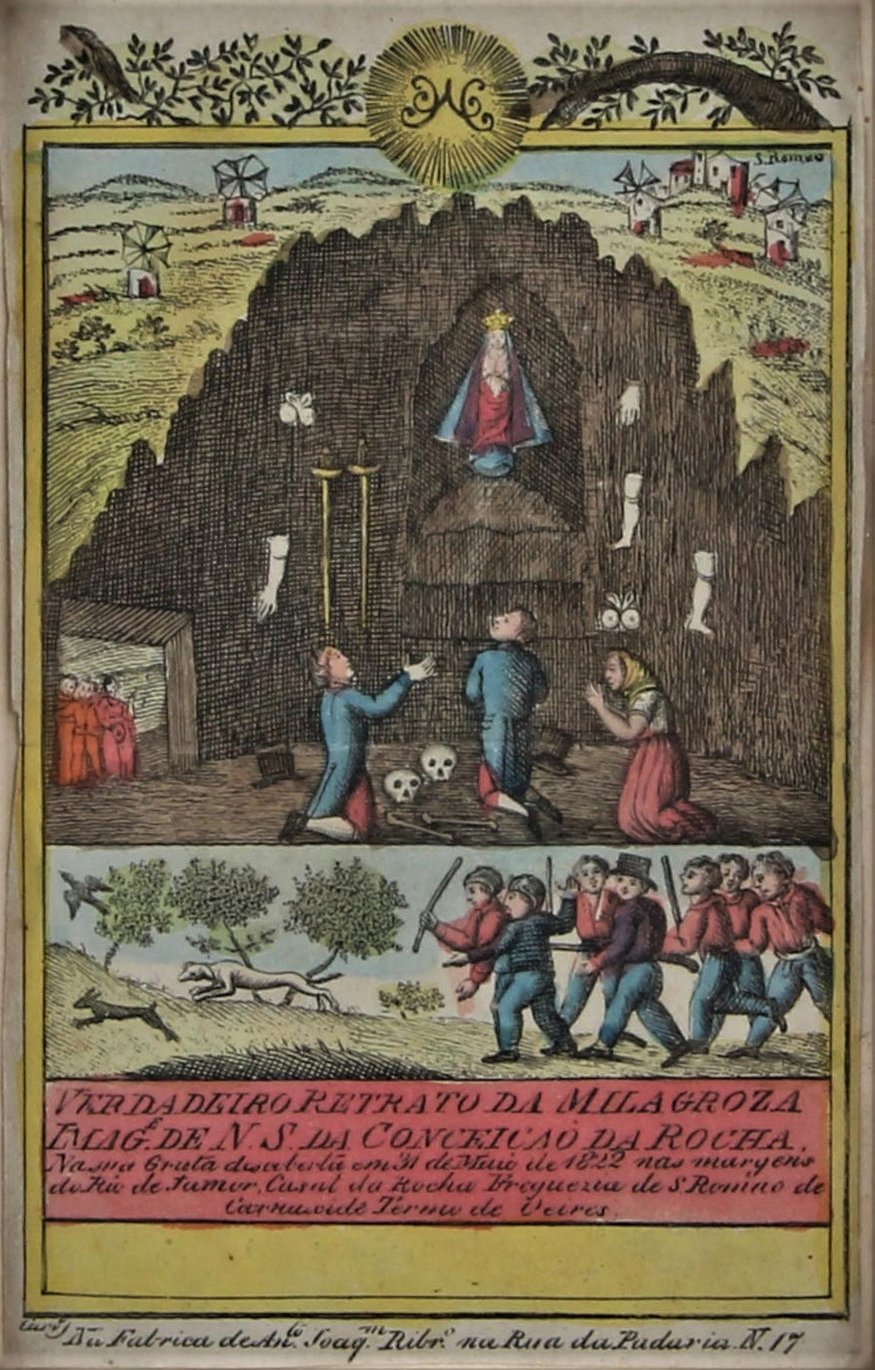
Gravura do século XIX com o "Verdadeiro Retrato da Milagrosa Imagem de Nossa Senhora da Conceição da Rocha na sua Gruta descoberta em 31 de Maio de 1822"

A origem do santuário deve-se ao facto de, no dia 31 de maio de 1822, ter sido encontrada numa gruta, nas margens do rio Jamor, perto do Casal da Rocha, uma imagem de Nossa Senhora da Conceição, intitulada Padroeira de Portugal.
Por não haver local apropriado para venerar a Santa, a sua imagem foi transferida para a Sé Patriarcal de Lisboa, por ordem do rei D. João VI de Portugal, onde permaneceu 60 anos, e mais tarde para a Igreja de São Romão de Carnaxide, após grande influência de Tomás Ribeiro, onde esteve 10 anos.
Só depois é que foi construído este templo, por cima do local da aparição, para que acolhesse com dignidade a Virgem Maria.
A sua cerimónia inaugural, em 1893, que foi imponente, contou com a presença da rainha D. Amélia de Orleães, dos príncipes D. Luís Filipe e D. Manuel de Bragança, do Dr. Hintze Ribeiro (Presidente do Conselho) e mais entidades de relevo.
Foi o ex-infante D. Miguel de Bragança um grande devoto de Nossa Senhora de Rocha, o que deu azo a que os seus seguidores políticos miguelistas também o fossem e mandassem fazer várias gravuras com esse teor. Isso se deve a que este rei tinha sofrido um grande acidente de carro-de-cavalos aí perto e acreditou que a sua protecção o tinha salvo. Tanto que os liberais, seus inimigos, passaram a ser chamados de "malhados", por serem dessa pelagem os animais que o conduziam.
A esta última história devem-se grande parte das invocações com o mesmo nome em várias localidades.

## Romaria
A romaria ao Santuário da Rocha tem mais de um século de existência, sendo uma das festividades mais antigas da região da Grande Lisboa. Caracteriza-se por atuações de Música e Dança, assim como carrosséis e outros divertimentos.
Todos os anos, no mês de Maio, a Irmandade de Nossa Senhora da Conceição da Rocha realiza uma romaria em honra de Nossa Senhora da Conceição da Rocha.

## Templo

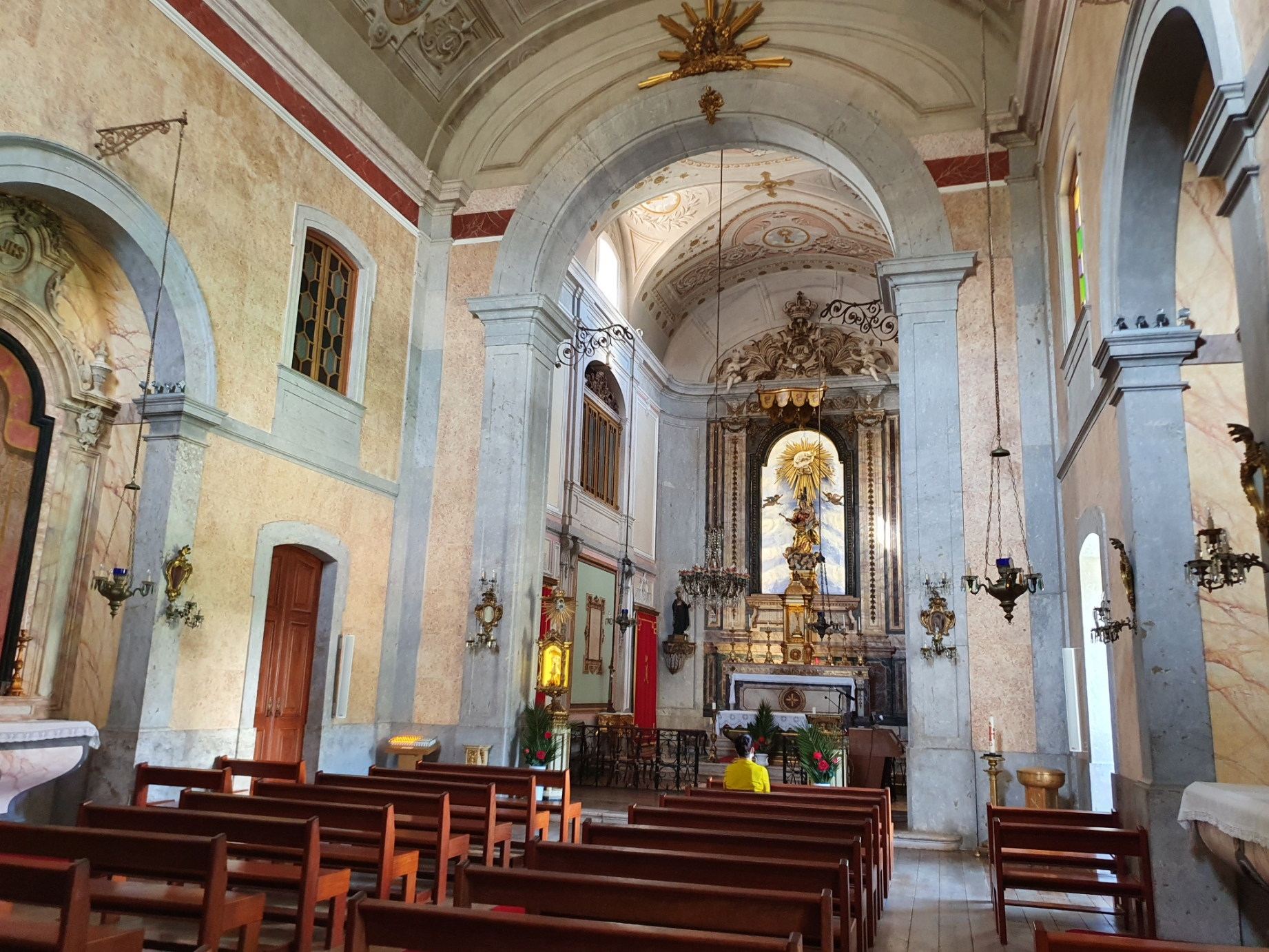
Interior do Santuário de Nossa Senhora da Conceição da Rocha

Este templo católico, propriedade da Irmandade de Nossa Senhora da Conceição da Rocha, é da autoria do arquitecto José da Costa Sequeira, sobrinho do pintor Domingos António de Sequeira, tendo sido construído entre 1830 e 1892, e inaugurado em Maio de 1893.
A sua classificação é de Imóvel de valor concelhio, de acordo com o Edital nº 184/2004 (2ª série), publicado no Diário da República, Nº 67, II Série, 19 de Março de 2004.
O bonito Jardim da Rocha tem grandes motivos de interesse, entre os quais uma ponte romana.

### Arquitectura
De planta rectangular, o edifício apresentava volumetria escalonada, sendo o conjunto coroado por frontão triangular, com cruz ao centro. O interior da igreja apresenta nave única e cobertura em abóbada de berço. Antecede a capela-mor um arco triunfal ladeado por dois altares em talha dourada. A capela-mor, de planta quadrada e cobertura em abóbada, é ornada com pinturas decorativas, sendo que o altar-mor possui um camarim que alberga o trono. No alçado lateral da igreja, ao nível das fundações, reconhece-se um compartimento de planta rectangular correspondente ao acesso ao interior da gruta, à qual se acede através de lanço único de escadas.

## Ligações exteriores
- Santuário de Nossa Senhora da Conceição da Rocha
- Santuário de Nª Srª da Conceição da Rocha in Carnaxide Digital
- Santuário de Nossa Senhora da Conceição da Rocha, Queijas, Arquitectura Religiosa, cm-oeiras.pt